# Gaston Petit
Pour les articles homonymes, voir Petit (patronyme).
Gaston Petit (né à Saint-Jean-des-Vignes le 6 octobre 1890, décédé lé 14 septembre 1984 dans le 14e arrondissement de Paris) est un sculpteur français.

## Biographie
Gaston Petit vit à Paris. Il est élève de Jean-Antoine Injalbert. Membre de la Société des artistes français, il expose dans les salons à partir de 1913. Une de ses œuvres dans l'espace public est un buste en bronze du sculpteur Jean-Marie Mengue à Bagnères-de-Luchon. 
Il crée plusieurs monuments pour les victimes de la Première Guerre mondiale, notamment dans la Pondichérie indienne, à l'époque colonie française. À Amsterdam, il présente les bustes des pionniers de l'aviation Nungesser et Coli. Un buste grandeur nature de Nungesser en plâtre se trouve au musée d'Étretat sur la côte normande. Petit participe au monument à Nungesser et Coli, érigé à Étretat par Louis Rey, soumis au concours d'architecture.

## Réalisations
- Monument aux morts de la Guerre de 1914-1918 et de la Guerre de 1939-1945, à Jassans-Riottier (1921), pierre
- Monuments aux morts, 1946, à Saint-Didier-de-Formans, un monument particulier à la mémoire des martyrs de la résistance, a été érigé à l’endroit même où ils ont été fusillés.
- Monument aux morts de Chavagnac (1923), calcaire
- Monument aux morts de Saint-Germain-du-Plain (1920). Même statue que celle de Jassans-Riottier, pierre.
- Monument aux morts de Poligny
- Monument aux morts de Bourg-de-Thizy[4]